# Avalon (ciruela)
Avalon es una variedad cultivar de ciruelo (Prunus domestica), de las denominadas ciruelas europeas.
Una variedad de ciruela criada por R. Jones en la Estación de Investigación Long Ashton (que cerró en 2003) en Bristol, Inglaterra (Reino Unido).
Las frutas tienen un tamaño mediano a grande, color de piel variable a medida que las ciruelas maduran, primero adquieren un color rosa rojizo y en esta etapa son ideales para cocinar, incluida la preparación de mermelada de ciruelas, después más madura tiene color púrpura rojo, cubierto de pruina de mediano espesor, y pulpa de color amarillo dorado, jugosa, textura firme pero tierna, y sabor dulce ligeramente intenso.

## Historia
'Avalon' variedad de ciruela fue criada por R. Jones en la Estación de Investigación Long Ashton (que cerró en 2003) en Bristol, siendo un plantón de 'Reeves', y fue lanzado al mercado por primera vez en 1989, lo que lo convierte en una de las pocas variedades selectas de ciruelos recientes.
'Avalon' está cultivada en diversos bancos de germoplasma de cultivos vivos, tales como en National Fruit Collection (Colección Nacional de Fruta) de Reino Unido con el número de accesión: 1978-230 y Nombre Accesión : Avalon.  El espécimen fue recibido en el «National Fruit Trials» (Probatorio Nacional de Frutas), para evaluar sus características en 1978.

## Características
'Avalon' árbol de porte extenso, moderadamente vigoroso, erguido. Flor blanca, que tiene un tiempo de floración que comienza a partir del 24 de marzo con el 10% de floración, para el 27 de marzo tiene una floración completa (80%), y para el 9 de abril tiene un 90% de caída de pétalos.
'Avalon' tiene una talla de tamaño mediano a grande de forma ovaladas oblongas, cavidad poco profunda, estrecha, abrupta, sutura muy pronunciada, una línea distinta; ápice redondeado o ligeramente puntiagudo, con peso promedio de 54.00 g; epidermis tiene una piel delgada, tierna, que se separa fácilmente, siendo el color de la piel variable a medida que las ciruelas maduran, primero adquieren un color rosa rojizo y en esta etapa son ideales para cocinar, incluida la preparación de mermelada de ciruelas, después más madura tiene color púrpura rojo, cubierto de pruina de mediano espesor, punteado numeroso, pequeños, rojizos claros, conspicuos; pedúnculo glabro, con una longitud promedio de 12.19 mm, pubescente, bien adherido al fruto con la cavidad del pedúnculo estrecha y apenas pronunciada; pulpa de color amarillo dorado, jugosa, textura firme pero tierna, y sabor dulce ligeramente intenso.
Hueso libre se desprende limpiamente de la pulpa, irregular y ampliamente ovada, aplanada, áspera, ligeramente comprimida y con cuello en la base, roma o aguda en el ápice, sutura ventral estrecha, alada, fuertemente surcada, sutura dorsal aguda o levemente surcada.
Su tiempo de recogida de cosecha es tardío, se inicia en su maduración a finales de agosto. Madura unos 10 días antes que 'Victoria'.

## Usos
Se usa comúnmente como postre fresco de mesa buena ciruela de postre de fines de verano.
Esta ciruela es bien conocida en Inglaterra, pues hace una de las mejores mermeladas de ciruelas de la historia.

## Cultivo
'Avalon' es una variedad relativamente nueva de ciruelo que fue criada para ser mejor que 'Victoria'. En muchos aspectos es una variedad muy superior, en particular el sabor y la resistencia a las enfermedades. Sin embargo, en un área está por debajo de los estándares de su rival y es en su capacidad para crecer bien en condiciones adversas y frías.
'Avalon' normalmente es polinizada con 'Victoria' pero también están recomendadas 'Edwards' y 'Valor'.